# Župnija Želimlje
Župnija Želimlje je rimskokatoliška teritorialna župnija dekanije Ljubljana -Vič/Rakovnik nadškofije Ljubljana.

### Farne spominske plošče
V župniji so postavljene Farne spominske plošče, na katerih so imena vaščanov iz okoliških vasi, ki so padli nasilne smrti na protikomunistični strani v letih 1942-1945. Skupno je na ploščah 25 imen.